# District de Bidar
Le district de Bidar est un district de l'état du Karnataka, en Inde,

## Géographie
Au recensement de 2011, sa population compte 1 703 300 habitants.
Son chef-lieu est la ville de Bîdâr. 